# Pleogynopteryx bituminaria
Pleogynopteryx bituminaria är en fjärilsart som beskrevs av Lederer 1853. Pleogynopteryx bituminaria ingår i släktet Pleogynopteryx och familjen mätare. Inga underarter finns listade i Catalogue of Life.